# Hylo Open
Le Hylo Open est un tournoi international annuel de badminton de grade 2 (actuellement en catégorie de niveau 5, Super 300), organisé à Sarrebruck en Allemagne, et créé à l'origine en 1987 à l'occasion du centenaire du club de 1. BC Bischmisheim (de). Ce tournoi open, également appelé tournoi de Sarrebruck, a été appelé avant 2021, successivement, BMW Badminton Tournament , BMW Cup et BMW Open International (parce que BMW était le premier sponsor principal du nom du tournoi), puis Bitburger Open et SaarLorLux Open. Les premières années, il attire d'abord les meilleurs joueurs allemands et européens, avant que le tournoi ne se mondialise rapidement, au point de concurrencer l'Open d'Allemagne.

## Historique
En 2003, la marque de bière Bitburger sponsorise le tournoi qui est alors renommé Bitburger Open.
Depuis 2007, il fait partie des tournois professionnels reconnus par la BWF en tant que tournoi BWF Grand Prix. Puis en 2010, il devient Grand Prix Gold et sa dotation passe à 120 000 $. 
En 2018, il intègre le nouveau circuit BWF World Tour en catégorie Super 100. A cette occasion, il voit sa dotation descendre à 75 000 $ et il est renommé Saar.Lor.Lux Open, du nom de l'espace de coopération internationale appelé en français Grande Région. Pour 2021, le tournoi est exceptionnellement reclassé en catégorie Super 500 en raison de l'annulation de nombreux autres tournois due à la pandémie de Covid-19. Il est renommé pour l'occasion Hylo Open. L'année suivante le tournoi est promu avec un an d'avance sur la nouvelle accréditation en catégorie Super 300 et sa dotation passe à 180 000 $.

## Palmarès
| Année                    | Simple hommes            | Simple dames           | Double hommes                                  | Double dames                                | Double mixte                                   |
| ------------------------ | ------------------------ | ---------------------- | ---------------------------------------------- | ------------------------------------------- | ---------------------------------------------- |
| 1988                     | Kim Brodersen            | Katrin Schmidt         | Markus Keck Robert Neumann                     | Katrin Schmidt Nicole Baldewein             | Markus Keck Katrin Schmidt                     |
| 1989                     | Michael Søgaard          | Katrin Schmidt         | Stefan Frey Robert Neumann                     | Birgitta Lehnert Monica Halim               | Jin Chen Katrin Schmidt                        |
| 1990                     | Jens Peter Nierhoff      | Katrin Schmidt         | Jens Peter Nierhoff Michael Søgaard            | Heidi Krickhaus Petra Dieris-Wierichs       | Jin Chen Katrin Schmidt                        |
| 1991                     | Yoseph Phoa              | Margit Borg            | Michael Helber Markus Keck                     | Kerstin Weinbörnert Karen Stechmann         | Jin Chen Cheng Yan                             |
| 1992                     | Marek Bujak              | Nicole Baldewein       | Michael Keck Uwe Ossenbrink                    | Nicole Baldewein Anne-Katrin Seid           | Michael Keck Karen Stechmann                   |
| 1993                     | Hargiono                 | Heidi Døssing          | Yoseph Phoa Iguh Donolego                      | Katrin Schmidt Kerstin Ubben                | Michael Keck Karen Stechmann                   |
| 1994                     | Hargiono                 | Irina Serova           | Dharma Gunawi Li Ang                           | Katrin Schmidt Kerstin Ubben                | Michael Keck Karen Stechmann                   |
| 1995                     | Hargiono                 | Monique Hoogland       | Michael Helber Michael Keck                    | Katrin Schmidt Kerstin Ubben                | Stephan Kuhl Nicol Pitro                       |
| 1996                     | Peter Gade               | Camilla Martin         | Jesper Larsen Jens Eriksen                     | Rikke Olsen Helene Kirkegaard               | Jens Eriksen Marlene Thomsen                   |
| 1997                     | Chris Bruil              | Tine Rasmussen         | Martin Lundgaard Hansen Janek Roos             | Tine Rasmussen Ann-Lou Jørgensen            | Janek Roos Ann-Lou Jørgensen                   |
| 1998                     | Yong Yudianto            | Karolina Ericsson      | Michael Keck Christian Mohr                    | Erica van den Heuvel Judith Meulendijks     | Michael Keck Nicol Pitro                       |
| 1999                     | Oliver Pongratz          | Zeng Yaqiong           | Quinten van Dalm Dennis Lens                   | Britta Andersen Lene Mørk                   | Chris Bruil Erica van den Heuvel               |
| 2000                     | Xie Yangchun             | Xu Huaiwen             | Michael Søgaard Joachim Fischer Nielsen        | Claudia Vogelgsang Xu Huaiwen               | Michael Keck Erica van den Heuvel              |
| 2001                     | Niels Christian Kaldau   | Pi Hongyan             | Michael Søgaard Michael Lamp                   | Neli Boteva Elena Nozdran                   | Chris Bruil Lotte Bruil-Jonathans              |
| 2002                     | Chen Gang                | Pi Hongyan             | Simon Archer Flandy Limpele                    | Mia Audina Lotte Bruil-Jonathans            | Nathan Robertson Gail Emms                     |
| 2003                     | Dicky Palyama            | Xu Huaiwen             | Michał Łogosz Robert Mateusiak                 | Nicole Grether Juliane Schenk               | Fredrik Bergström Johanna Persson              |
| 2004                     | Niels Christian Kaldau   | Xu Huaiwen             | Simon Archer Anthony Clark                     | Kamila Augustyn Nadieżda Kostiuczyk         | Rasmus Mangor Andersen Britta Andersen         |
| 2005                     | Kasper Ødum              | Xu Huaiwen             | Tony Gunawan Halim Haryanto                    | Nicole Grether Juliane Schenk               | Vladislav Druzhchenko Johanna Persson          |
| 2006                     | Ronald Susilo            | Xu Huaiwen             | Michał Łogosz Robert Mateusiak                 | Jiang Yanmei Li Yujia                       | Robert Mateusiak Nadieżda Kostiuczyk           |
| BWF Grand Prix           |                          |                        |                                                |                                             |                                                |
| 2007                     | Lü Yi                    | Wang Yihan             | Mathias Boe Carsten Mogensen                   | Yang Wei Zhang Jiewen                       | Kristof Hopp Birgit Overzier                   |
| 2008                     | Chetan Anand             | Maria Febe Kusumastuti | Mathias Boe Carsten Mogensen                   | Helle Nielsen Marie Røpke                   | Diju Valiyaveetil Jwala Gutta                  |
| 2009                     | Jan Ø. Jørgensen         | Juliane Schenk         | Rupesh Kumar Sanave Thomas                     | Helle Nielsen Marie Røpke                   | Mikkel Delbo Larsen Mie Schjøtt-Kristensen     |
| BWF Grand Prix Gold      |                          |                        |                                                |                                             |                                                |
| 2010                     | Chen Long                | Liu Xin                | Mathias Boe Carsten Mogensen                   | Pan Pan Tian Qing                           | Zhang Nan Zhao Yunlei                          |
| 2011                     | Hans-Kristian Vittinghus | Li Xuerui              | Bodin Issara Jongjit Maneepong                 | Mizuki Fujii Reika Kakiiwa                  | Chan Peng Soon Goh Liu Ying                    |
| 2012                     | Chou Tien-chen           | Juliane Schenk         | Ingo Kindervater Johannes Schöttler            | Wang Rong Zhang Zhibo                       | Anders Kristiansen Julie Houmann               |
| 2013                     | Chou Tien-chen           | Nichaon Jindapon       | Mads Conrad-Petersen Mads Pieler Kolding       | Eefje Muskens Selena Piek                   | Michael Fuchs Birgit Michels                   |
| 2014                     | Chou Tien-chen           | Sun Yu                 | Wang Yilyu Zhang Wen                           | Ou Dongni Xiaohan Yu                        | Zheng Siwei Chen Qingchen                      |
| 2015                     | Ng Ka Long Angus         | Akane Yamaguchi        | Mads Conrad-Petersen Mads Pieler Kolding       | Tang Yuanting Yu Yang                       | Robert Mateusiak Nadieżda Zieba                |
| 2016                     | Shi Yuqi                 | He Bingjiao            | Ong Yew Sin Teo Ee Yi                          | Chen Qingchen Jia Yifan                     | Zheng Siwei Chen Qingchen                      |
| 2017                     | Rasmus Gemke             | Nitchaon Jindapol      | Kim Astrup Anders Skaarup Rasmussen            | Jongkolphan Kititharakul Rawinda Prajongjai | He Jiting Du Yue                               |
| BWF Tour Super 100       |                          |                        |                                                |                                             |                                                |
| 2018                     | Subhankar Dey            | Cai Yanyan             | Marcus Ellis Chris Langridge                   | Gabriela Stoeva Stefani Stoeva              | Marcus Ellis Lauren Smith                      |
| 2019                     | Lakshya Sen              | Li Yun                 | Di Zijian Wang Chang                           | Liu Xuanxuan Xia Yuting                     | Guo Xinwa Zhang Shuxian                        |
| 2020                     | Toma Junior Popov        | Kirsty Gilmour         | Jeppe Bay Lasse Mølhede                        | Gabriela Stoeva Stefani Stoeva              | Mathias Christiansen Alexandra Bøje            |
| BWF World Tour Super 500 |                          |                        |                                                |                                             |                                                |
| 2021                     | Loh Kean Yew             | Busanan Ongbamrungphan | Marcus Fernaldi Gideon Kevin Sanjaya Sukamuljo | Chisato Hoshi Aoi Matsuda                   | Dechapol Puavaranukroh Sapsiree Taerattanachai |
| BWF World Tour Super 300 |                          |                        |                                                |                                             |                                                |
| 2022                     | Anthony Sinisuka Ginting | Han Yue                | Lu Ching-yao Yang Po-han                       | Benyapa Aimsaard Nuntakarn Aimsaard         | Rehan Naufal Kusharjanto Lisa Ayu Kusumawati   |
| 2023                     | Chou Tien-chen           | Beiwen Zhang           | Liu Yuchen Ou Xuanyi                           | Zhang Shuxian Zheng Yu                      | Tang Chun Man Tse Ying Suet                    |
| 2024                     | Christo Popov            | Mia Blichfeldt         | Ben Lane Sean Vendy                            | Sung Shuo-yun Yu Chien-hui                  | Jesper Toft Amalie Magelund                    |